# Witomino-Radiostacja
Witomino-Radiostacja (kaszb. Witòmino-Radiostacëjô) – mieszkalna dzielnica Gdyni granicząca z następującymi dzielnicami tegoż miasta: Grabówek, Działki Leśne (od północy), Wzgórze Św. Maksymiliana, Mały Kack (obie od wschodu), Witomino-Leśniczówka (od południa) oraz Chwarzno-Wiczlino (od zachodu).
Na podstawie Uchwały nr V/149/19 Rady Miasta Gdyni z dnia 23 stycznia 2019 r. połączona z dzielnicą Witomino-Leśniczówka w jedną dzielnicę pod nazwą Witomino.